# Waropen
Waropen ist ein indonesischer Regierungsbezirk (Kabupaten) in der indonesischen Provinz Papua auf der Insel Neuguinea. Stand 2020 leben hier circa 36.000 Menschen. Der Regierungssitz des Kabupaten Waropen ist Botawa.

## Geographie
| Distrikt Distrik | Dörfer Kampung | Fläche [km²] | Einwohner 2020 | Bevölkerungs- dichte |
| ---------------- | -------------- | ------------ | -------------- | -------------------- |
| Demba            | 10             | 73           | 1.392          | 19                   |
| Inggerus         | 7              | 1.163        | 2.031          | 2                    |
| Kirihi           | 10             | 2.157        | 3.413          | 2                    |
| Masirei          | 9              | 1.946        | 1.611          | 1                    |
| Oudate           | 8              | 1.948        | 2.546          | 1                    |
| Risei Sayati     | 10             | 1.250        | 1.022          | 1                    |
| Soyoi Mambai     | 10             | 204          | 1.128          | 6                    |
| Urei Faisei      | 12             | 94           | 11.452         | 122                  |
| Wapoga           | 7              | 1.153        | 2.364          | 2                    |
| Waropen Bawah    | 7              | 56           | 7.919          | 139                  |
| Wonti            | 10             | 40           | 1.221          | 7                    |

Waropen liegt im Westen der Provinz Papua in der Cenderawasih-Bucht. Im Osten grenzt es an den Regierungsbezirk Mamberamo Raya, im Süden an die Regierungsbezirke Puncak und Intan Jaya und im Westen an Nabire. Die im Meerbusen liegende Insel Nau gehört ebenfalls zum Regierungsbezirk Waropen. Administrativ unterteilt sich der Kabupaten Waropen in 11 Distrikte (Distrik) mit 100 Dörfern (Kampung).

## Einwohner
2020 lebten in Waropen 36.099 Menschen. Die Bevölkerungsdichte beträgt 3 Personen pro Quadratkilometer. Circa 82 Prozent der Einwohner sind Protestanten, 16 Prozent Muslime und zwei Prozent Katholiken.